# Wskaźnik wolności gospodarczej
     wolne (100 - 80)
     w zasadzie wolne (79.9 - 70)
     umiarkowanie wolne (69.9 - 60)
     w zasadzie bez wolności (59.9 - 50)
     bez wolności (49.9 - 0)
     brak danych

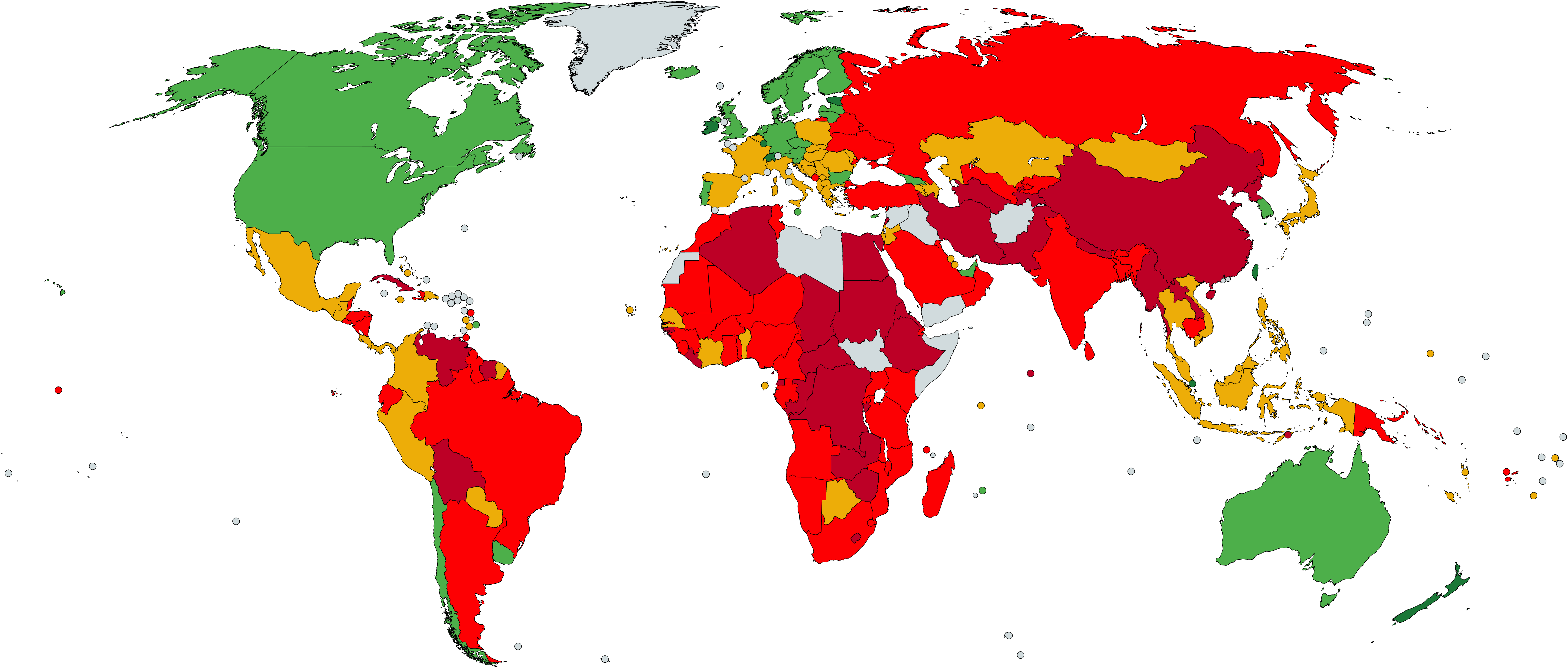
Mapa państw świata według wskaźnika wolności gospodarczej (2022):
wolne (100 - 80)
w zasadzie wolne (79.9 - 70)
umiarkowanie wolne (69.9 - 60)
w zasadzie bez wolności (59.9 - 50)
bez wolności (49.9 - 0)
brak danych

Wskaźnik wolności gospodarczej, IEF (ang. Index of Economic Freedom) – miernik mający odzwierciedlać restrykcyjność przepisów oraz zakresu stosowania przymusu przez aparat władzy w sferze gospodarki w różnych państwach świata, publikowany przez The Wall Street Journal i Heritage Foundation.

## Metodyka
Każdemu państwu przyznawana jest punktacja według 50 niezależnych zmiennych podzielonych na 10 kategorii wpływających na wolność gospodarczą:
- polityka handlowa
- obciążenia podatkowe
- interwencje rządu w gospodarce
- polityka pieniężna
- przepływ kapitału i inwestycje zagraniczne
- bankowość i finanse
- płace i ceny
- prawa własności
- regulacje prawne
- aktywność czarnego rynku.

Wyższy wynik punktowy danego kraju oznacza mniejszy zakres interwencji państwa w gospodarkę i większą wolność gospodarczą. W ten sposób powstaje ranking państw od największej ilości punktów do najmniejszej, czyli od państw o największej wolności gospodarczej do państw o „ucisku w gospodarce”. W zależności od wyniku punktowego państwa są dzielone na 5 kategorii: wolny, w zasadzie wolny, umiarkowanie wolny, w zasadzie bez wolności i bez wolności.

## Ranking
Poziom wolności gospodarczej w Polsce prezentuje poniższa tabela:
| rok  | pozycja | wynik | kategoria               |
| ---- | ------- | ----- | ----------------------- |
| 2019 | 46      | 67,8% | umiarkowanie wolny      |
| 2018 | 45      | 68,5% | umiarkowanie wolny      |
| 2017 | 45      | 68,3% | umiarkowanie wolny      |
| 2016 | 39      | 69,3% | umiarkowanie wolny      |
| 2015 | 42      | 68,6% | umiarkowanie wolny      |
| 2014 | 50      | 67,0% | umiarkowanie wolny      |
| 2013 | 57      | 66,0% | umiarkowanie wolny      |
| 2012 | 64      | 64,2% | umiarkowanie wolny      |
| 2011 | 68      | 64,1% | umiarkowanie wolny      |
| 2010 | 69      | 63,2% | umiarkowanie wolny      |
| 2009 | 82      | 60,3% | umiarkowanie wolny      |
| 2008 | 76      | 60,3% | umiarkowanie wolny      |
| 2007 | 86      | 58,1% | w zasadzie bez wolności |
| 2006 | 77      | 59,3% | w zasadzie bez wolności |
| 2005 | 70      | 59,6% | w zasadzie bez wolności |

Od początku istnienia rankingu najwyższe miejsce nieprzerwanie zajmował Hongkong. Obecnie (2020) liderem jest Singapur, zaś najniższe miejsce zajmuje Korea Północna.
W roku 2020 w Europie najbardziej wolna gospodarczo jest Szwajcaria (5 miejsce), a najmniej Ukraina (134 miejsce). Najwyższy wynik spośród krajów unijnych ma Irlandia (6 miejsce), najniższy Grecja (100 miejsce).
Kraje o niestabilnej sytuacji politycznej (Irak, Syria, Jemen, Libia, Somalia) nie są klasyfikowane. Nie uwzględnia się też krajów z bardzo małą liczbą ludności (Andora, Antigua i Barbuda, Grenada, Liechtenstein, Monako, San Marino, Saint Kitts i Nevis, Tuvalu, Watykan), ponieważ uzyskane przez nie miejsca byłyby nieadekwatne do poziomu wolności.